# Triraphis
Triraphis é um género botânico pertencente à família Poaceae. É originário de África tropical e da Austrália.
O género foi descrito por Robert Brown e publicado em Prodromus Florae Novae Hollandiae 185. 1810. A espécie-tipo é Triraphis pungens R. Br.
O género é aceites por diversos autores.
Trata-se de um género reconhecido pelo sistema de classificação filogenética Angiosperm Phylogeny Website.

## Espécies
O género tem 27 espécies descritas das quais 8 são aceites:
- Triraphis andropogonoides (Steud.) E.Phillips
- Triraphis compacta Cope
- Triraphis devia Filg. & Zuloaga
- Triraphis mollis R.Br.
- Triraphis pumilio R.Br.
- Triraphis purpurea Hack.
- Triraphis ramosissima Hack.
- Triraphis schinzii Hack.